# Světový pohár v orientačním běhu 1986
Světový pohár v orientačním běhu 1986 (Orienteering World Cup 1986) byl historicky první ročník této soutěže. Skládal se z 8 individuálních závodů, které se konaly v Norsku, Kanadě, USA, Francii, Švédsku, Československu, Maďarsku a Švýcarsku.  
V mužské kategorii zvítězil Kent Olsson ze Švédska, který získal 117 bodů.  
V ženské kategorii dominovala Ellen Sofie Olsvik z Norska, která získala 112 bodů.
---

## Individuální závody Světového poháru 1986
| č. | Datum             | Trať | Místo                 | Vítěz muži | Vítěz ženy |
| -- | ----------------- | ---- | --------------------- | ---------- | ---------- |
| 1  | 1. května 1986    | Long | Halden, Norsko        |            |            |
| 2  | 17. května 1986   | Long | Ontario, Kanada       |            |            |
| 3  | 24. května 1986   | Long | New York State, USA   |            |            |
| 4  | 12. července 1986 | Long | Raon-l’Étape, Francie |            |            |
| 5  | 20. července 1986 | Long | Fjärås, Švédsko       |            |            |
| 6  | 7. srpna 1986     | Long | Jičín, Československo |            |            |
| 7  | 10. srpna 1986    | Long | Eger, Maďarsko        |            |            |
| 8  | 5. října 1986     | Long | Curych, Švýcarsko     |            |            |

---

## Celkové pořadí

### Muži
| Pořadí | Závodník      | Země    | Body |
| ------ | ------------- | ------- | ---- |
| 1.     | Kent Olsson   | Švédsko | 117  |
| 2.     | Øyvin Thon    | Norsko  | 112  |
| 3.     | Mikael Wehlin | Švédsko | 95   |

### Ženy
| Pořadí | Závodnice          | Země    | Body |
| ------ | ------------------ | ------- | ---- |
| 1.     | Ellen Sofie Olsvik | Norsko  | 112  |
| 2.     | Jorunn Teigen      | Norsko  | 108  |
| 3.     | Karin Rabe         | Švédsko | 101  |

---